# Girasoules
Girasoules fue un grupo musical español fundado en Valencia a principios de los años 1990 y disuelto a principios de los años 2000. Su estilo ha sido definido como rock latino, con influencias del pop británico y estadounidense y del folclore mediterráneo. Sus principales componentes eran Quique Tarrasó (voz y guitarra acústica), Fernando Martínez (guitarra eléctrica y bajo), Javier Vela (guitarra eléctrica y bajo) y Ramón Vela (batería). Casi dos décadas después de su disolución, Girasoules han vuelto a reunirse actuando en varias ocasiones con una espectacular acogida.

## Trayectoria
El grupo, formado en Valencia en 1990, editó en 1992 su primer álbum 'A tu lado' al que seguiría 'Cuestión de suerte' producido por el miembro de Presuntos Implicados Juan Luis Giménez. Varios de sus sencillos, como 'Sin trabajo', 'Mala fortuna' o 'Tenías razón' les hicieron muy conocidos en España e Hispanoamérica, consiguieron ser número 1 en Puerto Rico y obtuvieron puestos destacados en emisoras de música latina en Nueva York y otras ciudades estadounidenses. Durante esta época, actuaron ante 5.000 personas en San Juan (Puerto Rico) y ante más de 15.000 en la playa de Boquerón.
Posteriormente, en 1996, editaron con la discográfica EMI su tercer álbum, 'Rompe tu silencio', bajo la producción de KC Porter (Santana, Fabulosos Cadillacs) y grabado en Los Ángeles. Estuvieron rodeados de músicos como su admirado Ariel Rot, Kurt Bisquera en la batería, el guitarrista Michael Thompson, Lee Sklar -bajista de Phil Collins- y Luis Conte, uno de los mejores percusionistas del planeta. El álbum cosechó un gran éxito en el mundo del rock latino y les hizo entrar en las listas de las emisoras de radio españolas más relevantes.
Después de varios singles ('Te parece bonito', 'Vale la pena', 'Volver a empezar', 'Por mucho que pase', 'La Gotita'), que entraron en las listas de las radios más importantes del país, y de numerosas apariciones en programas de televisión, la crítica les señaló como uno de los grupos con más futuro del panorama nacional. Recorrieron España de arriba abajo y su gira fue un éxito.
Con su siguiente disco 'Mundo Feliz' (EMI/1998), grabado en Londres con Joe Dworniak (Radio Futura, Jarabe de Palo) en la producción, demostraron su faceta más británica. El primer sencillo 'Ceremonia robot' estuvo sonando en todas las emisoras. El segundo, 'Paraíso No 1' fue la antesala de un viaje al Ecuador donde tocaron dentro del Volcán Pululahua, mientras que el tercero, 'Contra la pared', los llevó hasta el Midem Latino de Miami, donde se presentaron dentro de la noche rock de la SGAE.
Su quinto disco 'Cuenta conmigo' (EMI/2001) fue grabado en Valencia y producido por Vicente Sabater, con singles muy sonados como 'Aléjate' o 'El Predicador'. Querían encontrar el equilibrio entre la línea latina de 'Rompe tu silencio' y la onda más anglosajona y experimental de 'Mundo feliz'. Grabaron en Valencia para hacerlo con tiempo, ya que necesitaban que quedasen plasmadas todas las inquietudes y tendencias de la banda.